# Drużynowe Mistrzostwa Polski na Żużlu 1965
Drużynowe Mistrzostwa Polski na Żużlu 1965 – 18. edycja drużynowych mistrzostw Polski, organizowanych przez Polski Związek Motorowy (PZM). Tak jak w poprzednim sezonie rozgrywki I i II ligi rozgrywane były w cyklu dwuletnim, aczkolwiek tytuł drużynowego mistrza Polski przyznawano co roku. W sezonie 1965 do rozgrywek pierwszej ligi przystąpiło osiem zespołów, natomiast w drugiej lidze walczyło dziesięć drużyn.
Zwycięzca najwyższej klasy rozgrywkowej (I Ligi) zostaje Drużynowym Mistrzem Polski na Żużlu w sezonie 1965. Obrońcą tytułu z poprzedniego sezonu jest Górnik Rybnik, który triumfował także w tym roku.

## Pierwsza Liga
| Poz. | Klub                     | Pkt. | Z  | R | P  | +/−  |
| ---- | ------------------------ | ---- | -- | - | -- | ---- |
| 1    | ROW Rybnik               | 26   | 13 | 0 | 1  | +267 |
| 2    | Stal Gorzów              | 19   | 9  | 1 | 4  | +88  |
| 3    | Wybrzeże Gdańsk          | 17   | 8  | 1 | 5  | +71  |
| 4    | Stal Rzeszów             | 16   | 8  | 0 | 6  | +17  |
| 5    | Sparta Wrocław           | 14   | 6  | 2 | 6  | +10  |
| 6    | Śląsk Świętochłowice     | 10   | 5  | 0 | 9  | –81  |
| 7    | Polonia Bydgoszcz        | 6    | 3  | 0 | 11 | –90  |
| 8    | Zgrzeblarki Zielona Góra | 4    | 2  | 0 | 12 | –282 |

## Druga Liga
| Poz. | Klub                  | Pkt.            | Z               | R               | P               | +/−             |
| ---- | --------------------- | --------------- | --------------- | --------------- | --------------- | --------------- |
| 1    | Włókniarz Częstochowa | 26              | 13              | 0               | 3               | +291            |
| 2    | Unia Tarnów           | 23              | 11              | 1               | 4               | +133            |
| 3    | Kolejarz Opole        | 21              | 10              | 1               | 5               | +135            |
| 4    | Stal Toruń            | 20              | 9               | 2               | 5               | +71             |
| 5    | Karpaty Krosno        | 18              | 9               | 0               | 7               | +51             |
| 6    | Unia Leszno           | 13              | 6               | 1               | 9               | –28             |
| 7    | Polonia Piła          | 9               | 4               | 1               | 11              | –178            |
| 8    | Motor Lublin          | 8               | 4               | 0               | 12              | –72             |
| 9    | Start Gniezno         | 6               | 3               | 0               | 13              | –403            |
| 10   | Wanda Nowa Huta       | Wanda Nowa Huta | Wanda Nowa Huta | Wanda Nowa Huta | Wanda Nowa Huta | Wanda Nowa Huta |